# Allophryne ruthveni
Az Allophryne ruthveni  a kétéltűek (Amphibia) osztályába, a békák (Anura) rendjébe, valamint az Allophrynidae családba tartozó faj. Korábbi osztályzás szerint az üvegbékafélék (Centrolenidae) osztályába tartozott.

## Előfordulása
Guyana, Venezuela, Suriname, Brazília és Bolívia területén honos.

## Megjelenése
Testhossza 25-30 milliméter.